# 생쥐
생쥐(영어: Mouse)는 설치류 쥐속에 속하는 동물로, 지구 상에서 인간 다음으로 가장 수가 많은 포유동물로 여겨진다. 인간과 가까이서 생활하며, 극지를 제외한 세계 대부분의 지역에 분포한다. 성체의 경우 몸길이 7.5~10 cm, 꼬리길이 5~10 cm까지 자란다. 체중은 대개 10~25 g이다. 털빛은 밝은 갈색에서 검은색을 띠며, 복부는 흰 편이다. 실험용 쥐의 경우에는 다양한 빛깔을 띠며, 백화현상(알비노)가 나타난 흰쥐도 흔히 사용된다.
몸집이 작은 생쥐를 더욱 작게 개량하여 애완동물로 만들어 낸 품종도 많다. 대표적으로 팬더마우스(햄스터가 아님)와 포인터 마우스가 있다. 생쥐를 개량한 실험용 쥐는 생물학이나 의학에서 중요하게 연구되고 있다. 2002년 12월에는 생쥐 게놈 프로젝트가 완료되기도 하였다.생쥐는 보통 네 발로 걷고, 뛰고 선다. 하지만, 먹을 때, 싸울 때에는 뒷발로 서서 꼬리로 받친다. 뛸 때에는, 꼬리가 수평으로 균형을 맞춘다. 쥐가 놀라지만 않으면, 꼬리 끝은 수직으로 선다. 쥐는 도약, 기어오르기와 수영에도 능하다.
쥐는 대부분 해질 무렵이나 밤에 활발히 움직이며 밝은 빛을 좋아하지 않는다. 쥐들은 식량의 공급원에 가까운 다양한 곳에 숨어 살며, 여러 가지 부드러운 재료로 보금자리를 짓는다. 쥐들은 세력권의 습성이 있으며, 보통 한 마리의 수컷이 여러 마리의 암컷, 생쥐들과 함께 산다. 우세한 수컷은 서로 다른 쥐들의 영역을 존중하며, 보통 다른 쥐의 영역에는 비어 있을 경우에만 들어간다. 두 마리 또는 여러 마리의 수컷이 한 우리에 있으면, 이들은 태어날 때부터 함께 키워지지 않는 한, 종종 공격적으로 된다.
생쥐는 주로 식물을 먹지만 고기와 유제품도 먹을 수 있다. 쥐들은 물을 마시지만, 약간만을 필요로 하며, 먹이에 포함된 수분에 주로 의존한다. 쥐들은 그들의 장에서 박테리아에 의해 생성된 영양분을 얻기 위해 그들의 배설물을 먹는다. 생쥐는 다른 설치류처럼 토하지 않는다.

## 습성

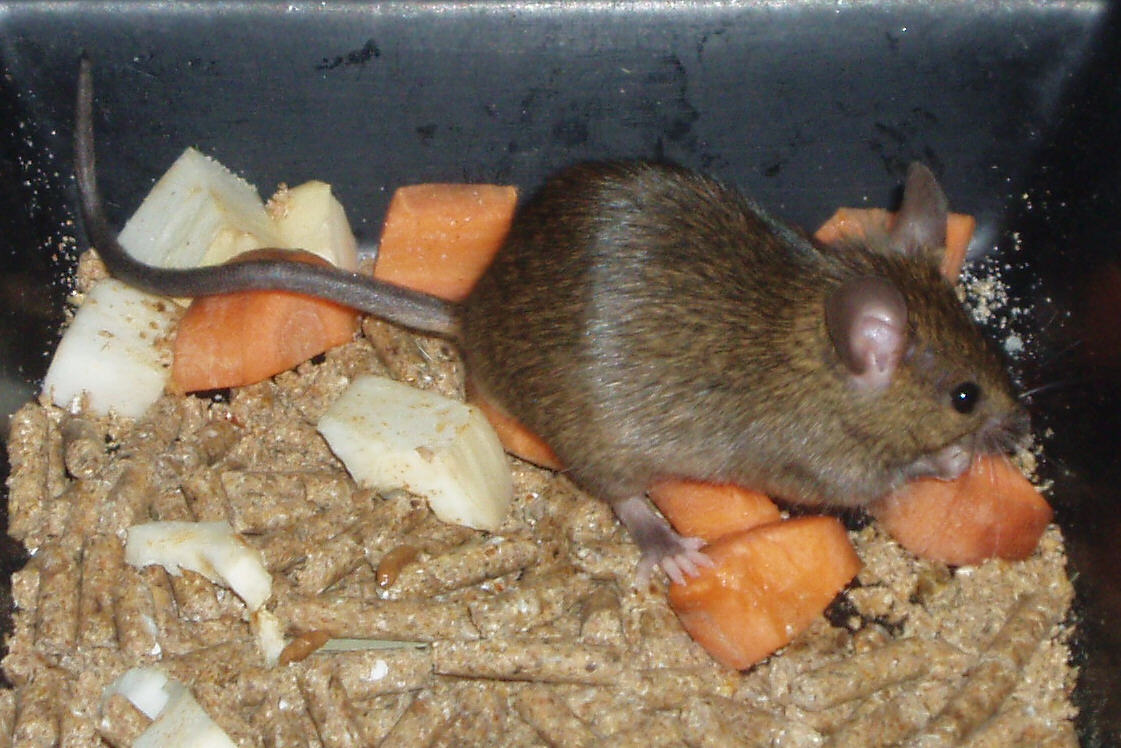
먹이를 먹고 있는 쥐의 모습.

생쥐는 보통 네 발로 걷고, 뛰고 선다. 하지만, 먹을 때와 싸울 때에는 뒷발로 서서 꼬리로 받친다. 뛸 때에는, 꼬리가 수평으로 균형을 맞춘다. 쥐가 놀라지만 않으면, 꼬리 끝은 수직으로 선다. 쥐는 도약, 기어오르기와 수영에도 능하다.
쥐는 대부분 해질 무렵이나 밤에 활발히 움직인다. 쥐들은 밝은 빛을 좋아하지 않는다. 쥐들은 식량의 공급원에 가까운 다양한 곳에 숨어 살며, 여러 가지 부드러운 재료로 보금자리를 짓는다. 쥐들은 세력권의 습성이 있으며, 보통 한 마리의 수컷이 여러 마리의 암컷, 생쥐들과 함께 산다. 우세한 수컷은 서로 다른 쥐들의 영역을 존중하며, 보통 다른 쥐의 영역에는 비어 있을 경우에만 들어간다. 두마리 또는 여러 마리의 수컷이 한 우리에 있으면, 이들은 태어날 때부터 함께 키워지지 않는 한, 종종 공격적으로 된다.
생쥐는 주로 식물을 먹지만 고기와 유제품도 먹을 수 있다. 쥐들은 물을 마시지만, 약간만을 필요로 하며, 먹이에 포함된 수분에 주로 의존한다. 쥐들은 그들의 장에서 박테리아에 의해 생성된 영양분을 얻기 위해 그들의 배설물을 먹는다. 생쥐는 다른 설치류처럼 토하지 않는다.

## 사진

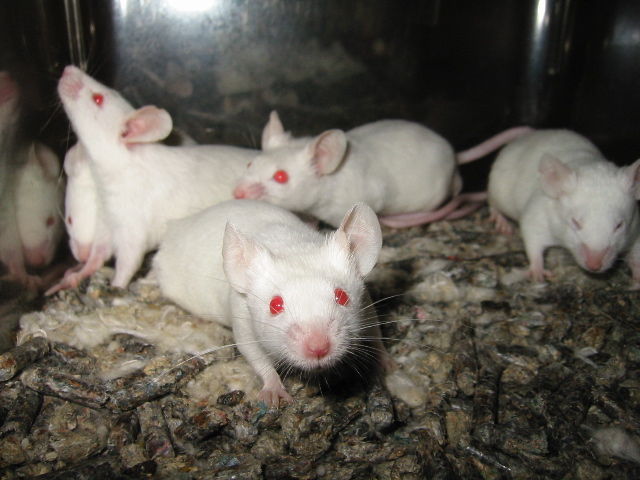
실험용 흰쥐의 모습.
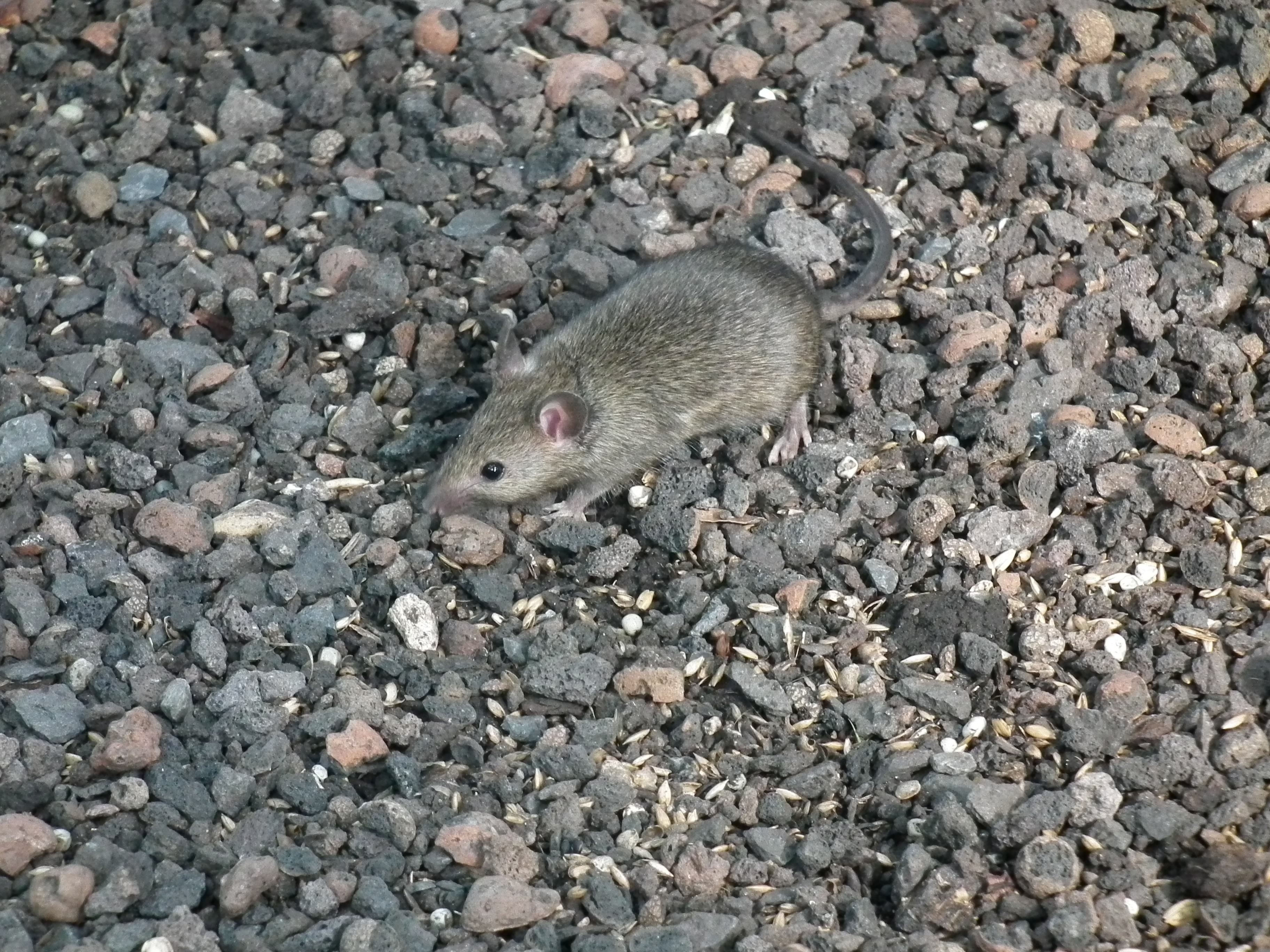
생쥐
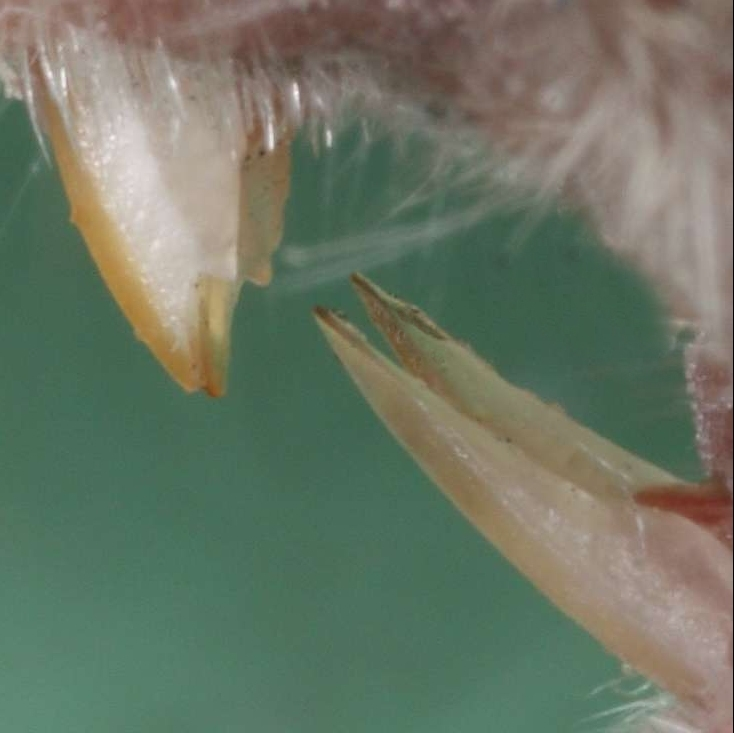
앞니

## 같이 보기
- 생쥐속
- 포유동물
- 쥐
- 햄스터
- 앞니
- 박테리아